# Nyodes gazelli
Nyodes gazelli là một loài bướm đêm trong họ Noctuidae.